# Parkerville (Kansas)
Parkerville es una ciudad ubicada en el condado de Morris en el estado estadounidense de Kansas. En el año 2010 tenía una población de 59 habitantes y una densidad poblacional de 196,67 personas por km².

## Geografía
Parkerville se encuentra ubicada en las coordenadas 38°45′53″N 96°39′45″O / 38.76472, -96.66250 (38.764622, -96.662441).

## Demografía
Según la Oficina del Censo en 2000 los ingresos medios por hogar en la localidad eran de $29,375 y los ingresos medios por familia eran $32,188. Los hombres tenían unos ingresos medios de $17,292 frente a los $0 para las mujeres. La renta per cápita para la localidad era de $9,792. Alrededor del 0% de la población estaban por debajo del umbral de pobreza.